# Underhållsteknik

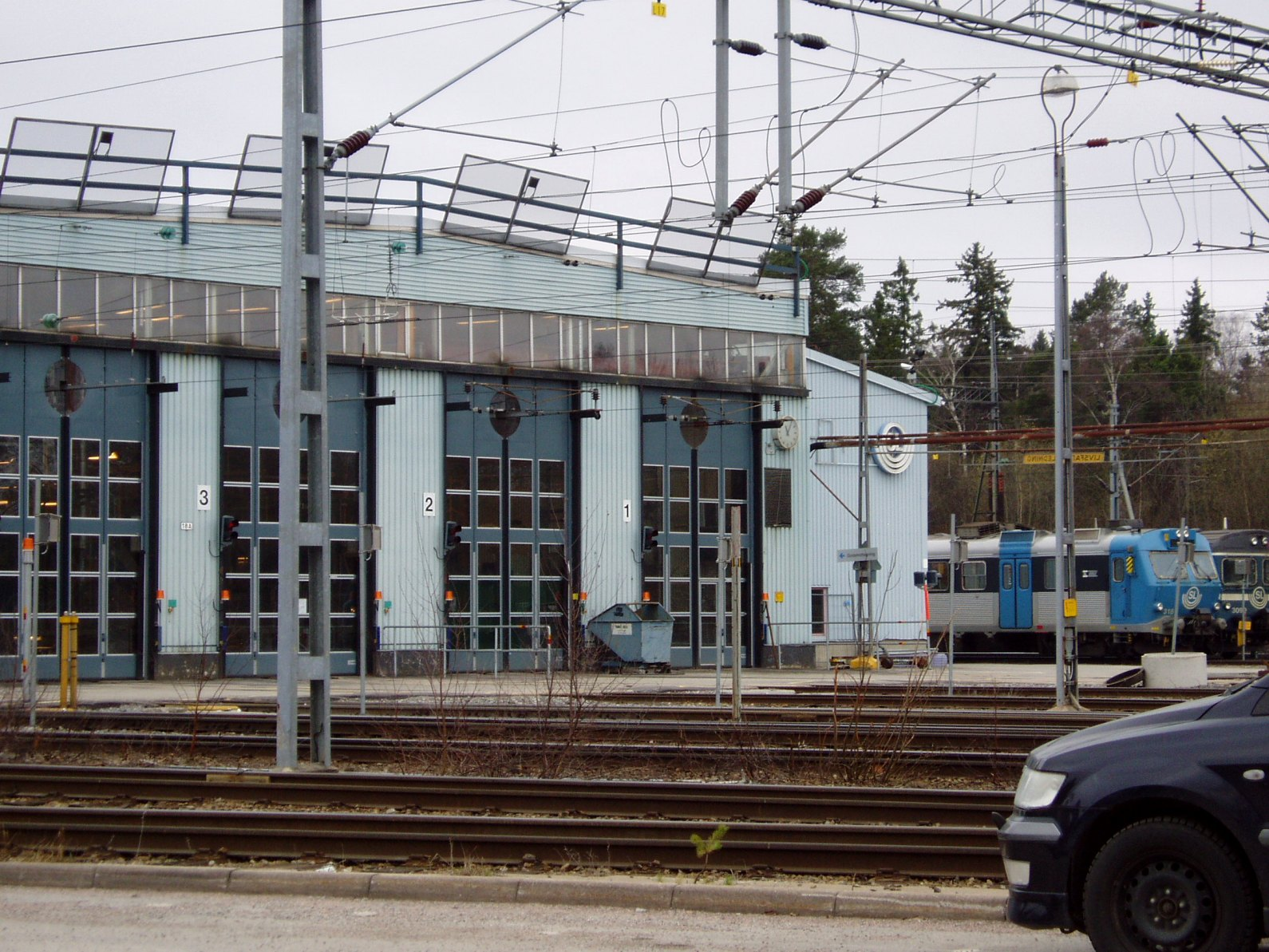
Verkstad för underhåll (avhjälpande och förebyggande) av pendeltåg i Stockholm.

Underhållsteknik (Underhåll)   är kombinationen av tekniska och administrativa åtgärder, inklusive övervakning, avsedda att behålla eller återställa en enhet till ett sådant tillstånd att den kan utföra en krävd funktion. 
Underhåll är ett samlingsbegrepp för åtgärder för att reparera en trasig produkt (avhjälpande underhåll), eller åtgärder för att undvika fel (förebyggande underhåll). Underhållet dokumenteras i en underhållsplan och administreras med ett underhållssystem. 
Underhållets uppgift innebär att det som är trasigt ska lagas, att nya fel ska förhindras, att antalet fel ska minska och att det ska gå längre tid mellan felen. Syftet är att uppnå högre tillförlitlighet. Livslängden ska, om inte maximeras, så i alla fall optimeras. Den långsiktiga lönsamheten ska styra.

## Avhjälpande underhåll
Avhjälpande underhåll (corrective maintenance) avser åtgärder som utförs för att återställa utrustning i driftdugligt skick efter ett fel (bortfall av funktion) (ofta kallat reparation). Avhjälpande underhåll är oftast oplanerat, men kan också vara planerat (om felet är av ej kritisk art). 
Avhjälpande underhåll är underhåll som genomförs sedan funktionsfel upptäckts och med avsikt att få enheten i ett sådant tillstånd att den kan utföra krävd funktion.
Det avhjälpande underhållet kan genomföras i form av uppskjutet underhåll (deferred maintenance) = underhåll som inte genomförs omedelbart sedan funktionsfel upptäckts utan senareläggs i enlighet med givna underhållsdirektiv, eller akut underhåll (immediate maintenance) = underhåll som genomförs omedelbart sedan ett funktionsfel upptäckts för att undvika oacceptabla konsekvenser.

## Förebyggande underhåll
Förebyggande underhåll (preventive maintenance) avser åtgärd som utförs för undvika fel (bortfall av funktion). Förebyggande underhåll är ofta schemalagt underhåll (planerat underhåll), men kan också vara tillståndsbaserat underhåll.

### Schemalagt underhåll
Schemalagt underhåll (scheduled maintenance) är underhållsåtgärd som är planerad och genomförs i enlighet med bestämda intervaller eller efter en bestämd användning. Planen kan styras av kalendertid (till exempel varje 3 månader, eller årligen), drifttid (till exempel efter 1 000 drifttimmar), körd sträcka (varje 100 000 km eller 2,4 miljoner km), cykler (1 000 tillslag), eller en kombination (kamremsbyte varje 10 000 km eller 5 år vilket inträffar först). Underhållet specificeras i en underhållsplan.

### Tillståndsbaserat underhåll
Tillståndsbaserat underhåll (condition based maintenance, CBM) är ett förebyggande underhåll som utförs när det behövs (innan fel uppkommer), baserat på tillstånd som kan mätas.
Det består av kontroll och övervakning av en enhets tillstånd avseende dess funktion och egenskaper, samt därav föranledda åtgärder.
Not: Kontroll och övervakning av funktion och egenskaper kan vara schemalagt, på begäran eller kontinuerligt.
Tillstånd som övervakas är till exempel differenstryck över filter, åtgång av elkraft för avstängningsventil i kärnkraftverk vid ventilstängning, eller integrerad energiåtgång vid stängning av elektriskt manövrerad dörr.
Målsättningen med tillståndsbaserat underhåll är att minska antalet fel i ett system och är ofta resultatet av analys av funktionssäkerhetsinriktat underhåll (Reliability Centered Maintenance, RCM).

## Mått
Mått på underhållets inverkan på tillgängligheten är Medeltid för återställande (Mean Time To Restoration, MTTR) eller behov av mantimmar för underhållsåtgärden.
Mått på underhållets inverkan på verksamhetens lönsamhet är total kostnad för underhållsåtgärderna (se även LCC).

## Fel respektive funktionsfel

### Fel
Upphörande av en enhets förmåga att utföra krävd funktion. 
Not 1: Efter fel har enheten funktionsfel, helt eller delvis. 
Not 2: Fel är en händelse som skiljer sig från funktionsfel som är ett tillstånd.

### Funktionsfel
Tillstånd hos en enhet karakteriserat av oförmåga att utföra en krävd funktion, exkluderat en oförmåga som kan uppstå vid förebyggande underhåll eller annan planerad verksamhet eller brist på stödfunktioner.